# بروک برنز
بروک برنس (انگلیسی: Brooke Burns؛ زادهٔ ۱۶ مارس ۱۹۷۸) بازیگر اهل ایالات متحده آمریکا است. وی از سال ۱۹۹۶ میلادی تاکنون مشغول فعالیت بوده‌است.
از فیلم‌ها یا سریال‌های تلویزیونی که وی در آن نقش داشته‌است می‌توان به کارآگاه خوش‌خوراک اشاره کرد.